# Chad Taylor
Chad Taylor (ur. 24 listopada 1970 roku w Baltimore) – amerykański gitarzysta.
Współzałożyciel, muzyk, a także współtwórca tekstów oraz współproducent wydań zespołu Live. Swych współtowarzyszy z zespołu poznał w szkole średniej, do której uczęszczał, w mieście York. Poza działalnością w zespole, zaangażowany jest także w produkcję nagrań dla innych artystów. Taylor obecnie mieszka w mieście Lancaster w stanie Pensylwania.